# Matrimonio igualitario en Colorado
El matrimonio igualitario en el estado de Colorado está permitido tras la derogación de la prohibición constitucional por el Tribunal del Distrito de Colorado el 9 de julio de 2014, y en la corte federal del Tribunal del Distrito de los Estados Unidos para Colorado el 23 de julio de 2014, cuyos efectos entraron en vigor el 25 de agosto de 2014.
Por otra parte, el Tribunal de Apelaciones del Décimo Circuito formuló resoluciones similares con respecto a este tipo de prohibiciones en los casos Cocina vs Herbert (Utah) y Bishop vs Oklahoma (Oklahoma), que fueron precedentes vinculantes en los tribunales de Colorado. Todas estas resoluciones quedaron pendientes de apelación; el fallo judicial de distrito de EE. UU. es temporal y expira el 25 de agosto de 2014. Colorado también reconoce las uniones civiles, pero la decisión de la corte estatal los describió como "una prueba más de la discriminación contra las parejas del mismo sexo".
Tras el fallo en el caso de Utah, se emitieron licencias de matrimonio a las parejas del mismo sexo en Condado de Boulder, Colorado, el fiscal general de Colorado John Suthers declaró que sería válido. Después de un juez de la corte de distrito del estado se negara, el 10 de julio de 2014, para pedir al secretario que detener la emisión de las licencias, en Denver la oficina del Secretario del Condado comenzó a emitir licencias también. El secretario del Condado de Pueblo, Colorado comenzó a emitir licencias a parejas del mismo sexo al día siguiente. Los empleados de la Corte Suprema de Colorado en Denver y en el Condado de Adams fueron ordenados a no emitir licencias de matrimonio a parejas del mismo sexo. El Condado de Adams no ha concedido ninguna licencia de matrimonio a parejas del mismo sexo. El 21 de julio de 2014, se anunció que el Condado de Pueblo dejaría de emitir licencias de matrimonio a parejas del mismo sexo. La Corte de Apelaciones de Colorado se ha negado a quedarse expedición de tales licencias del condado de Boulder, afirmando la sentencia de primera instancia que hacerlo es una forma válida de desobediencia civil. El 29 de julio de 2014, la Corte Suprema de Colorado ordenó al escribano en el Condado de Boulder no emitir licencias de matrimonio a personas del mismo sexo.
La legislación promulgada en febrero de 2014 de presentación de impuestos del estado a impuestos federales, permitiendo así que las parejas del mismo sexo casadas fuera del Estado puedan presentar declaraciones de impuestos estatales conjuntas. Esto no se aplica a las parejas de unión civil, a menos que se casen fuera de Colorado.